# Mr. Holmes
Mr. Holmes (títol original en anglès: Mr. Holmes) és una pel·lícula de misteri de 2015 dirigida per Bill Condon i basada en la novel·la A Slight Trick of the Mind de Mitch Cullin sobre el personatge de Sherlock Holmes. La pel·lícula és protagonitzada per Ian McKellen en el paper de Sherlock Holmes acompanyat per Laura Linney i Milo Parker.
La pel·lícula es va estrenar el 8 de febrer de 2015 al Festival Internacional de Cinema de Berlín i el 21 d'agost va arribar a les cartelleres catalanes doblada al català.

## Argument
El 1947, Sherlock Holmes està ja retirat i porta una vida tranquil·la a Sussex, en companyia de la seva governanta, la Sra. Munro, i el seu fill, Roger. Malgrat tot, un misteri que no va poder resoldre 30 anys abans encara el molesta. Desitja tancar aquest cas però, el seu estimat amic Watson ja no està allà per ajudar-lo i el seu enginy ja no és el mateix. Així, de retorn d'un viatge al Japó, s'instal·la a la seva casa de Sussex on, amb l'ajuda d'en Roger, dia rere dia, mentre gaudeix de la vida rural i cuida les seves abelles, anirà recordant el seu darrer cas i intentarà resoldre'l. Holmes està convençut que aquest cas, que va ser escrit pel seu amic Watson i que tothom coneix ja gràcies al cinema, no correspon amb la realitat i desitja esmenar-ho.

## Repartiment
| Intèrpret    | Personatge      |
| ------------ | --------------- |
| Ian McKellen | Sherlock Holmes |
| Laura Linney | Sra. Munro      |
| Milo Parker  | Roger           |

## Guardons
| Premi                                      | Categoria               | Receptor     | Resultat |
| ------------------------------------------ | ----------------------- | ------------ | -------- |
| Premis British Independent Film            | Nova promesa nouvinguda | Milo Parker  | Nominat  |
| San Francisco Film Critics Circle          | Millor Actor            | Ian McKellen | Nominat  |
| St. Louis Gateway Film Critics Association | Millor actor            | Ian McKellen | Nominat  |